# Sillertjärnen
Sillertjärnen är en sjö i Ljusdals kommun i Hälsingland och ingår i Ljusnans huvudavrinningsområde. Sillertjärnen ligger i Stormyran-Blistermyran Natura 2000-område.